# Paradesis inundans
Paradesis inundans är en tvåvingeart som först beskrevs av Munro 1957.  Paradesis inundans ingår i släktet Paradesis och familjen borrflugor. Inga underarter finns listade i Catalogue of Life.